# Nikodemów
Nikodemów [pronunciación en polaco: /nikɔˈdɛmuf/] es un pueblo ubicado en el distrito administrativo de Gmina Zakrzew, dentro del Condado de Lublin, Voivodato de Lublin, en Polonia oriental. Se encuentra aproximadamente a 5 kilómetros al noroeste de Zakrzew y a 37 kilómetros al sur de la capital regional Lublin.